# Condor (Schiff, 1892)
Die Condor war ein Kreuzer IV. Klasse der Kaiserlichen Marine. 1899 wurde das Schiff zum Kleinen Kreuzer, 1913 schließlich zum Kanonenboot umklassifiziert.

## Bau
Der Untergang des Kanonenbootes Eber am 16. März 1889 machte einen Ersatzbau notwendig. Die dafür erforderlichen Finanzmittel stellte der Reichstag im Etat 1890/91 zur Verfügung. Im gleichen Jahr erhielt die Hamburger Werft Blohm & Voss den Auftrag zum Bau des Ungeschützten Kreuzers Ersatz Eber. Es war der erste Auftrag der Kaiserlichen Marine an die Werft. Am 23. Februar 1892 fand der Stapellauf statt. Nach einer Taufrede des Chefs der Marinestation der Ostsee, Vizeadmiral Wilhelm Schröder, nahm der Oberwerftdirektor von Wilhelmshaven, Kapitän zur See Conrad von Bodenhausen, die Taufe des Schiffes auf den Namen Condor vor.

## Einsatz
Die Condor wurde am 9. Dezember 1892 erstmals in Dienst gestellt, um nach Wilhelmshaven zur Endausrüstung überführt zu werden. Sechs Tage später begannen die Probefahrten, die sich, mit einer Unterbrechung vom 21. Januar bis zum 21. Februar 1893, bis zum 28. April 1893 hinzogen. Anschließend verblieb der Kreuzer in der Reserve.
Erst am 2. Oktober 1894 wurde die Condor wieder in Dienst gestellt, um die Möwe in der deutschen Kolonie Ostafrika abzulösen. Von Mitte Dezember 1894 bis Neujahr 1895 lag der Kreuzer vor Lourenço Marques und ging dann nach Deutsch-Ostafrika. Am 27. Juni fand ein Treffen mit der Cormoran in der Delagoa-Bucht statt. Vom 3. August bis zum 16. November wurde trotz diplomatischer Spannungen zwischen Deutschland und Großbritannien die Jahresüberholung in Durban durchgeführt. Im Januar 1896 befand sich die Condor infolge des Jameson Raids wieder vor Lourenço Marques. Nach einem kurzen Besuch der Seychellen im Juni folgte Ende August ein dreimonatiger Aufenthalt vor Kapstadt. Aufgrund eines Übergriffes auf den deutschen Konsul lag das Schiff vom 11. Dezember 1896 bis zum 2. Februar 1897 erneut vor Lourenço Marques.
In den folgenden Jahren pendelte die Condor immer wieder zwischen Deutsch-Ostafrika und Südafrika. Während des Zweiten Burenkrieges kamen zusätzliche diplomatische und militärische Aufgaben auf das Schiff zu. So mussten unter anderem deutsche Handelsschiffe vor Übergriffen britischer Kriegsschiffe geschützt werden. Die Beziehungen zwischen dem Deutschen Reich und Großbritannien wurden durch die Ereignisse während des Burenkrieges erheblich belastet, so war die Condor am 7. Januar 1900 von britischen Kriegsschiffen aufgebracht und in den Hafen von Durban in der britisch-südafrikanischen Kolonie Natal überführt und nach Waffenlieferungen für die Buren durchsucht worden. Zu diesem Zeitpunkt befanden sich die Mitglieder der Zweiten Hilfsexpedition der Deutschen Vereine vom Roten Kreuz sowie einer Ambulanztruppe, die von einer Privatgesellschaft in Antwerpen ausgerüstet worden war, an Bord.
Die Condor trat am 3. Januar 1901 die Heimreise an, während der sie am 3. März den in der Nordsee in Seenot geratenen deutschen Dampfer Mawska Hilfe leistete. Nach der Außerdienststellung am 23. März wurde das Schiff einer Grundreparatur unterzogen.
Die Condor wurde am 1. April 1903 wieder in Dienst gestellt, um die Cormoran in der Südsee abzulösen. Beide Schiffe trafen am 26. Juni in Singapur zusammen. Damit hatte die Condor ihr umfangreiches Stationsgebiet erreicht, in dem sie in den folgenden zehn Jahren zahlreiche Kreuzfahrten unternahm. Im Sommer 1904 wurde der Kreuzer zur Niederschlagung von Unruhen auf Deutsch-Samoa herangezogen. Anfang September 1905 besuchte die Condor mit dem Gouverneur der Kolonie, Wilhelm Solf, an Bord Honolulu. 1906 hielt sich das Schiff bei den Inseln östlich von Neuhannover auf. Im September und Oktober 1908 wurden Unruhen auf mehreren der Marshallinseln niedergeschlagen, woran auch die Jaguar beteiligt war. Im August 1909 hatte die Condor nach dem zwischen Herbertshöhe und Brisbane verschollenen Regierungsdampfer Seestern zu suchen, was erfolglos blieb.
Im Juli 1910 traf die Condor vor Apia mit der Scharnhorst sowie den Kleinen Kreuzern Nürnberg und Emden zusammen. Gemeinsam mit der Emden und der Cormoran wurden im Januar 1911 der Aufstand der Sokehs auf Ponape niedergeschlagen. Vom 20. Mai bis zum 1. Oktober gleichen Jahres führte die Kaiserliche Werft Tsingtau eine Grundreparatur der Condor durch. Im November hielt sich das Schiff bei den Palauinseln auf, um während der Zweiten Marokkokrise schnell Nachrichten von der Funkstation auf Yap empfangen zu können. Ab 1912 wurden die Stationäre in der Südsee verstärkt zur Küstenvermessung der deutschen Kolonien eingesetzt, weshalb das Vermessungspersonal aufgestockt wurde. Am 3. Dezember lief das Schiff unter dem Kommando von Korvettenkapitän Konrad Mommsen von Simpsonhafen aus, um am 11. Dezember 1912 die deutsche Kaiserin-Augusta-Fluss-Expedition in Kaiser-Wilhelms-Land zu erreichen und ankerte dabei für zwei Tage an deren Basislager, 246 Seemeilen flussaufwärts. Die Condor traf am 18. Dezember wieder in Simpsonhafen ein.
Die Condor wurde am 8. Januar 1913 als erstes Schiff ihrer Klasse zum Kanonenboot umklassifiziert. Während einer im Mai durchgeführten Reparatur in Tsingtau wurde die inzwischen starke Abnutzung des Rumpfes festgestellt. Die Condor erhielt daher im November den Heimreisebefehl. Vor der marokkanischen Küste musste der aufgelaufene deutsche Dampfer Zanzibar vor Plünderungen geschützt und freigeschleppt werden. Nach ihrer Rückkehr wurde die Condor am 30. März 1914 in Danzig außer Dienst gestellt.

## Verbleib
Aufgrund ihres Alters und des äußerst geringen Kampfwertes des ungepanzerten Schiffes wurde die Condor bei Ausbruch des Ersten Weltkrieges nicht in Dienst gestellt. Ab 1916 diente das Schiff in Friedrichsort als Minenhulk. Die Condor wurde am 18. November 1920 aus der Liste der Kriegsschiffe gestrichen. Nach ihrem am 8. April 1921 erfolgten Verkauf wurde sie im selben Jahr in Hamburg abgewrackt.
Als Ersatz für die Condor wurde der 1911 vom Stapel gelaufene Kleine Kreuzer Straßburg gebaut.

## Kommandanten
| 9. Dezember 1892 bis 21. Januar 1893 | Korvettenkapitän Wilhelm Gertz                       |
| 21. Februar bis 28. April 1893       | Korvettenkapitän Max Jaeckel                         |
| 2. Oktober 1894 bis Februar 1895     | Korvettenkapitän Ernst Broeker                       |
| Februar bis April 1895               | Kapitänleutnant Max Wilken                           |
| April 1895 bis Juni 1896             | Korvettenkapitän Friedrich Follenius                 |
| Juni 1896 bis März 1898              | Korvettenkapitän Hans Meyer                          |
| März 1898 bis Dezember 1899          | Korvettenkapitän August von Dassel                   |
| Dezember 1899 bis 23. März 1901      | Korvettenkapitän Georg Friedrich Scheibel            |
| 1. April 1903 bis April 1905         | Korvettenkapitän Gustav Kirchhoff                    |
| April 1905 bis Mai 1907              | Korvettenkapitän / Fregattenkapitän Alfred Begas     |
| Mai 1907 bis April 1909              | Korvettenkapitän / Fregattenkapitän Georg Ahlert     |
| April 1909 bis Oktober 1910          | Korvettenkapitän / Fregattenkapitän Otto Kranzbühler |
| 20. November 1910 bis 7. April 1912  | Korvettenkapitän Hans Bene                           |
| April 1912 bis 30. März 1914         | Korvettenkapitän / Fregattenkapitän Konrad Mommsen   |